# Peter Ogaba
Peter Egboche Ogaba (* 24. September 1974 in Jos; † 5. August 2016) war ein nigerianischer Fußballspieler.

## Karriere

### Früher Start in den Jugendnationalmannschaften (bis 1991)
Bereits im frühen Kindesalter begann Ogaba mit dem Fußballspielen. Er lebte zunächst in Oturkpo, dann in Makurdi und zuletzt wieder in Oturkpo, wo er seinen Schulabschluss erwarb. Während seiner Schulzeit ging er sehr häufig der Sportart nach und tat dies oft im Kreis von älteren Mitspielern. Dabei offenbarte er sein Talent, das ihm als Angehöriger der Mannschaft des Staates Benue die Teilnahme am nationalen Sportfest Nigerias ermöglichte.
1987 wurde der damals noch 12-Jährige in die nigerianische Auswahl für die U-16-Weltmeisterschaft in Kanada berufen. Obwohl er der jüngste Spieler des Turniers war, kam er bei allen Partien zum Einsatz und schaffte mit seinem Team den Einzug ins Endspiel. Erst dort war man nach einem 1:1-Endstand der sowjetischen Elf im Elfmeterschießen unterlegen. Sein Auftritt auf internationaler Ebene ermöglichte ihm zugleich die Aufnahme in die Jugendabteilung der BBL Hawks aus Makurdi. Der bis dahin vereinslose Jugendliche arbeitete von da an noch härter an seinen Grundlagen.
Der vornehmlich in Abwehr und Mittelfeld eingesetzte Akteur war lediglich 14 Jahre alt, als er nach Saudi-Arabien zur Junioren-Weltmeisterschaft 1989 reiste. Gegen bis zu fünf Jahre ältere Spieler war er nicht in jeder Partie gesetzt, nahm aber am Finale teil und musste in diesem eine 0:2-Pleite gegen Portugal hinnehmen. Wenngleich ihm später trotz seines frühen Starts nie ein Einsatz in der A-Nationalelf vergönnt war, gelang ihm 1991 mit dem Wechsel zum belgischen Erstligisten Sporting Lokeren zumindest der Sprung in den Profibereich.

### Zeit in Europa und Singapur (1991–2006)
Ogaba, der im Jahr seines Wechsels nach Belgien erst seinen 17. Geburtstag feierte, gehörte in Lokeren fest dem Profikader an und erhielt schon bald die Chance, sich in der Mannschaft zu präsentieren. So stand er kurze Zeit nach seiner Ankunft bei einer Begegnung im belgischen Pokal auf dem Platz und zog sich dabei eine Verletzung zu, von der er sich nie wieder vollständig erholen konnte. Trotz seines Leidens hatte er bis zum Ende weitergespielt und musste daraufhin acht Monate pausieren. 1993 wurde er an den finnischen Klub FC Oulu verliehen und trug für ein halbes Jahr dessen Trikot.
In der Winterpause 1993/94 ging es für ihn in ein weiteres neues Land, als er in den Kader des deutschen Bundesligisten MSV Duisburg aufgenommen wurde. Er debütierte in der Liga, als er am 30. April 1994 bei einem 3:1-Auswärtssieg gegen den FC Schalke 04 von Beginn an auf dem Feld stand. Noch ein weiteres Mal betrat er Bundesligarasen, bevor er Duisburg im Sommer desselben Jahres wieder verließ.
Nach seinem Abschied aus Duisburg führte ihn sein Weg durch Europa zu kleineren Klubs aus Spanien und Portugal, ehe er im Januar 1998 zum isländischen Verein KS Fjallabyggðar wechselte. Nach eigenen Angaben wurde ihm in dem kleinen Land sein höchstes Gehalt überhaupt gezahlt, da der Klub ihn aufgrund seiner internationalen Erfahrung benötigte und von einem wohlhabenden Unternehmen unterstützt wurde. Im Sommer desselben Jahres zog es ihn nach Dänemark, wo er bis 2000 beim Holstebro BK unter Vertrag stand. Mit seinem Abschied endete seine Zeit in Europa, während der er neben Deutsch zahlreiche andere Sprachen gelernt hatte.
Der Nigerianer ließ seine Laufbahn im asiatischen Singapur ausklingen, bis er 2006 wieder unter der 1991 in Belgien erlittenen Verletzung zu leiden hatte. Auf ärztlichen Rat hörte er mit dem Fußballspielen auf und kehrte umgehend in sein Heimatland zurück. Dort baute er verschiedene Geschäftszweige auf, darunter eine Fußballschule.
Peter Ogaba starb am 5. August 2016 an einer plötzlichen Krankheit im Krankenhaus.